# Sven Müller
Sven Müller (ur. 4 kwietnia 1980 w Burgau) – niemiecki piłkarz występujący na pozycji pomocnika.

## Kariera klubowa

### Lata juniorskie
Sven Müller pierwsze treningi podejmował w wieku sześciu lat w klubie z rodzinnej miejscowości: TSV Burgau. Kiedy miał już 12 lat przeniósł się na pięcioletni okres do TSG Thannhausen. W 1997 roku dołączył do młodzieżowej drużyny TSV 1860 Monachium, a rok później był już piłkarzem FC Augsburg.

### VfL Wolfburg
Latem 2000 roku za 70.000 euro został pozyskany przez VfL Wolfsburg. 8 grudnia 2000 meczem przeciwko Eintrachtowi Frankfurt zadebiutował w Bundeslidze. Müller pojawił się na boisku w 46. minucie wygranego 2-1 spotkania. Pierwsze trafienie zaliczył już w swoim trzecim oficjalnym występie. 16 grudnia 2000 Müller otworzył wynik wygranego 2-0 meczu przeciwko Bayerowi 04 Leverkusen, pokonując w 55. minucie Adama Matyska. W całym sezonie zagrał 16 razy, dwukrotnie trafiając do siatki rywala, a jego klub zajął dziewiąte miejsce w tabeli.
W kolejnych rozgrywkach także był głównie rezerwowym, rozegrał tylko dwa mecze w pełnym wymiarze czasowym. Na przestrzeni całego sezonu wystąpił w jedenastu meczach ligowych, raz asystując przy trafieniu kolegi, a piłkarze z Wolfsburga uplasowali się na dziesiątym miejscu w tabeli.
Następny sezon również nie był zbytnio udany dla młodego Niemca. Zagrał czternaście meczów (tylko raz przez pełne 90 minut), nie notując gola ani asysty. Razem z zespołem zajął ósme miejsce w rozgrywkach Bundesligi.
Przygoda z Wolfsburgiem skończyła się dla Svena wraz z rokiem 2003. W ostatniej rundzie gry dla VfL zagrał dziewięć razy i zanotował trafienie oraz asystę (17 sierpnia 2003 w meczu przeciwko Hamburger SV). W styczniu 2004 przeszedł na zasadzie wolnego transferu do 1. FC Nürnberg.

### 1. FC Nürnberg
W nowym klubie zadebiutował 26 stycznia 2004 roku w meczu 2. Bundesligi przeciwko Alemannii Akwizgran. W spotkaniu tym zaliczył asystę przy trafieniu Marka Mintála, ale pojedynek zakończył się porażką 2-3 dla drużyny Müllera. Premierowego gola dla drużyny z Norymbergi strzelił 3 maja 2004, pokonując Mathiasa Haina z Arminii Bielefeld. Drużyna 1. FC Nürnberg zajęła w sezonie 2003/2004 pierwsze miejsce w tabeli i wywalczyła promocję do 1. Bundesligi, a Sven zakończył rozgrywki rozegrawszy 16 meczów.
Pierwszy sezon po powrocie do 1. Bundesligi piłkarze norymberskiego klubu zakończyli na czternastej pozycji, a najlepszym strzelcem całych rozgrywek został zawodnik 1. FC Nürnberg Marek Mintál (strzelił 24 gole, z czego jednego przy asyście Svena Müllera). Wychowanek TSV Burgau zakończył rozgrywki z trzydziestoma trzema meczami, trzema bramkami i trzema asystami na koncie.
W kolejnym sezonie rozegrał tylko siedemnaście spotkań, notując jedną asystę, po czym odszedł do 1. FC Kaiserslautern.

### 1. FC Kaiserslautern
Pierwszy sezon w nowym klubie Müller rozpoczął jako gracz podstawowego składu. Premierowego gola zdobył 8 listopada 2006 w wygranym 4-0 spotkaniu przeciwko SV Wacker Burghausen. W całym sezonie rozegrał trzydzieści jeden meczów, strzelił dwie bramki i trzykrotnie asystował przy trafieniach kolegów, a jego klub zajął szóste miejsce w tabeli.
Kolejny sezon był mniej udany, zarówno dla piłkarza jak i dla drużyny. Zawodnik zagrał w trzydziestu jeden spotkaniach, ale tylko raz trafił do siatki rywala i zanotował trzy asysty. Zespół zajął dopiero trzynaste miejsce w tabeli końcowej 2. Bundesligi i znaleźli się ledwie punkt nad strefą spadkową.
Następny sezon Sven rozpoczął jeszcze jako zawodnik 1. FC Kaiserslautern, jednak po nieudanej rundzie jesiennej, w której nie zagrał ani jednego spotkania w pierwszej drużynie, został pozyskany za 50 tysięcy euro przez FC Erzgebirge Aue.

### FC Erzgebirge Aue
W momencie, gdy Müller trafił do nowej drużyny, ta próbowała powrócić na zaplecze niemieckiej Bundesligi, skąd spadła sześć miesięcy wcześniej. Doświadczony już zawodnik stał się ważną postacią w drużynie. Pierwszą bramkę dla nowej drużyny zdobył 28 marca 2009, otwierając już w drugiej minucie wynik wygranej 2-0 potyczki z SV Sandhausen. W rundzie rewanżowej sezonu 2008/2009 rozegrał w sumie czternaście meczów, strzelił gola i zanotował trzy asysty, a jego klub zajął dwunastą lokatę w tabeli.
W kolejnym sezonie Sven znów był kluczową postacią zespołu. Rozegrał dwadzieścia pięć meczów, strzelił jednego gola i zaliczył cztery asysty, czym przyczynił się do awansu drużyny do 2. Bundesligi.
Latem 2010 podpisał kontrakt z FSV Frankfurt, kończąc przygodę z Erzgebirge Aue, rozegrawszy trzydzieści dziewięć meczów, w których zdobył dwie bramki.

### FSV Frankfurt
Z nowym klubem podpisał dwuletni kontrakt, a w drużynie zadebiutował 20 sierpnia 2010 w wygranym 2-1 meczu przeciwko Arminii Bielefeld. W spotkaniu tym Müller wyróżnił się także asystą. W całym sezonie rozegrał jeszcze dwadzieścia osiem spotkań, notując w sumie dwie asysty, a jego zespół zajął trzynaste miejsce w lidze. W rundzie jesiennej sezonu 2011/2012 Sven Müller nadal występował w FSV Frankfurt, po czym zakończył karierę.

### Statystyki
| Klub                 | Sezon              | Liga               | Liga  | Liga   | Puchar kraju | Puchar kraju | Europa | Europa | Suma  | Suma   |
| Klub                 | Sezon              | Liga               | Mecze | Bramki | Mecze        | Bramki       | Mecze  | Bramki | Mecze | Bramki |
| -------------------- | ------------------ | ------------------ | ----- | ------ | ------------ | ------------ | ------ | ------ | ----- | ------ |
| VfL Wolfsburg        | 2000/2001          | Bundesliga         | 16    | 2      | 1            | 0            | –      | –      | 17    | 2      |
| VfL Wolfsburg        | 2001/2002          | Bundesliga         | 11    | 0      | 1            | 1            | 1      | 0      | 13    | 1      |
| VfL Wolfsburg        | 2002/2003          | Bundesliga         | 14    | 0      | 0            | 0            | –      | –      | 14    | 0      |
| VfL Wolfsburg        | 2003/2004 j        | Bundesliga         | 9     | 1      | 0            | 0            | 7      | 0      | 16    | 1      |
| VfL Wolfsburg        | Ogólnie            | Ogólnie            | 50    | 3      | 2            | 1            | 8      | 0      | 60    | 4      |
| 1. FC Nürnberg       | 2003/2004 w        | 2. Bundesliga      | 16    | 1      | 0            | 0            | –      | –      | 16    | 1      |
| 1. FC Nürnberg       | 2004/2005          | Bundesliga         | 33    | 3      | 2            | 0            | –      | –      | 35    | 3      |
| 1. FC Nürnberg       | 2005/2006          | Bundesliga         | 17    | 0      | 3            | 0            | –      | –      | 20    | 0      |
| 1. FC Nürnberg       | Ogólnie            | Ogólnie            | 66    | 4      | 5            | 0            | 0      | 0      | 71    | 4      |
| 1. FC Kaiserslautern | 2006/2007          | 2. Bundesliga      | 31    | 2      | 2            | 0            | –      | –      | 33    | 2      |
| 1. FC Kaiserslautern | 2007/2008          | 2. Bundesliga      | 31    | 1      | 2            | 0            | –      | –      | 33    | 1      |
| 1. FC Kaiserslautern | Ogólnie            | Ogólnie            | 62    | 3      | 4            | 0            | 0      | 0      | 66    | 3      |
| Erzgebirge Aue       | 2008/2009 w        | 3. Liga            | 14    | 1      | 0            | 0            | –      | –      | 14    | 1      |
| Erzgebirge Aue       | 2009/2010          | 3. Liga            | 25    | 1      | 0            | 0            | –      | –      | 25    | 1      |
| Erzgebirge Aue       | Ogólnie            | Ogólnie            | 39    | 2      | 0            | 0            | 0      | 0      | 39    | 2      |
| FSV Frankfurt        | 2010/2011          | 2. Bundesliga      | 29    | 0      | 2            | 1            | –      | –      | 31    | 1      |
| FSV Frankfurt        | 2011/2012 j        | 2. Bundesliga      | 13    | 0      | 0            | 0            | –      | –      | 13    | 0      |
| FSV Frankfurt        | Ogólnie            | Ogólnie            | 42    | 0      | 2            | 1            | 0      | 0      | 44    | 1      |
| Ogólnie w karierze   | Ogólnie w karierze | Ogólnie w karierze | 259   | 12     | 13           | 2            | 8      | 0      | 280   | 14     |

## Kariera reprezentacyjna
W latach 2000 – 2001 czterokrotnie wystąpił w reprezentcaji Niemiec U-21, ani razu nie zdobył gola.
W 2003 roku został objęty programem Team 2006. Projekt ten miał za zadanie przygotować najzdolniejszych niemieckich piłkarzy młodego pokolenia do występu na Mistrzostwach Świata rozgrywanych przed własną publicznością. Drużyna funkcjonowała w latach 2002 – 2005 i rozegrała 10 meczów, z których Müller zagrał w czterech. Występował u boku takich piłkarzy jak: Simon Jentzsch, Marcel Maltritz, Tim Borowski czy Florian Kringe.

### Statystyki
| l.p. | Data                 | Miejsce  | Reprezentacja | Przeciwnik    | Rezultat | Grał   | Uwagi |
| ---- | -------------------- | -------- | ------------- | ------------- | -------- | ------ | ----- |
| 1.   | 14 listopada 2000    | Odense   | Niemcy U-21   | Dania U-21    | 2-2      | 90'    |       |
| 2.   | 27 lutego 2001       | Sofia    | Niemcy U-21   | Bułgaria U-21 | 0-1      | 90'    |       |
| 3.   | 23 marca 2001        | Kolonia  | Niemcy U-21   | Albania U-21  | 8-0      | do 70' |       |
| 4.   | 27 marca 2001        | Ateny    | Niemcy U-21   | Grecja U-21   | 0-2      | 90'    |       |
|      |                      |          |               |               |          |        |       |
| 1.   | 30 kwietnia 2003     | Ankara   | Team 2006     | Turcja B      | 0-0      | od 70' |       |
| 2.   | 4 września 2003      | Aalen    | Team 2006     | Rosja B       | 3-2      | do 46' |       |
| 3.   | 21 października 2003 | Aberdeen | Team 2006     | Szkocja B     | 1-0      | od 68' |       |
| 4.   | 11 października 2004 | Ahlen    | Team 2006     | Polska B      | 1-2      | od 46' |       |